# Довольне
Довольне (рос. Довольное) — село, адміністративний центр Доволенського району Новосибірської області. Також є центром Доволенського сільського поселення. Населення — 6774 осіб (2010). Це третій за населенням село Новосибірської області (поступається тільки Кріводановке і Венгерово).

## Географія
Доаольне розташоване в Барабінської низовини на річці Баган, в 230 кілометрах на північний захід від Новосибірська, в 95 кілометрах на південь від міста Каргат, у якому розташована залізнична станцію Транссибірської магістралі і поруч з яким проходить федеральна автомобільна дороги М-51 «Байкал».

## Населення
| 1959 | 1970  | 1979  | 1989  | 2002  | 2007  | 2010  |
| ---- | ----- | ----- | ----- | ----- | ----- | ----- |
| 5835 | ↗6694 | ↗7236 | ↗7865 | ↘7314 | ↗7556 | ↘6774 |